# Kořenový kanálek

Ošetření kořenových kanálků: zub před ošetřením, vrtání, čištění, zub s kořenovou výplní a novou korunkou

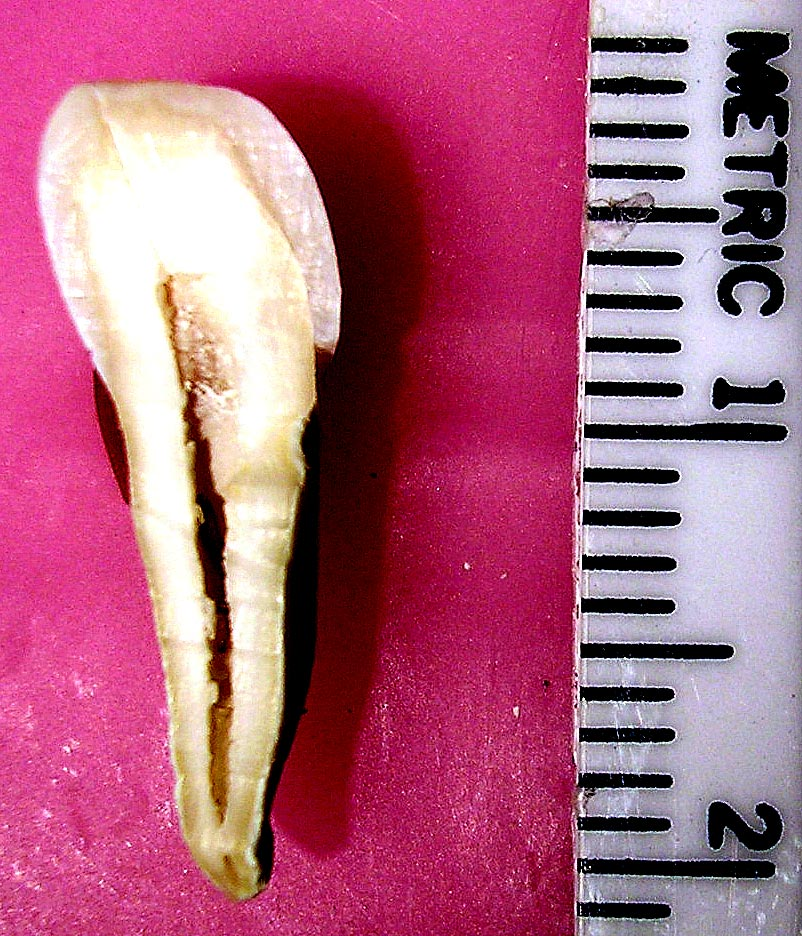
Řez zubem ukazuje dřeňovou dutinu a kořenový kanálek

Kořenový kanálek je prostor uvnitř kořenu zubu. Je součástí přirozeného zubního prostoru, který se skládá z dřeňové dutiny (v korunkové části zubu), hlavních kanálků a většího počtu anatomických větví, které mohou propojovat kanálky vzájemně nebo s povrchem kořenu.
Drobné větve, označované jako přídavné (též aksesorní) kanálky, se často nacházejí poblíž hrotového (apikálního) konce kořene, ale mohou se vyskytovat kdekoli po celé délce kořene. V každém kořenu může být jeden nebo dva hlavní kanálky. Některé zuby mají variabilnější vnitřní anatomii než jiné. Prostor uvnitř zubu je vyplněn silně prokrvenou zubní dření.
Zubní dřeň (pulpa) je tkáň, která produkuje zubovinu (dentin). Tvorba druhého (stálého) chrupu je dokončena 1-2 roky poté, co zuby vyrostou do úst. Jakmile má zub svůj konečný rozměr a tvar, tato funkce zubní dřeně vymizí. Další rolí dřeně je funkce senzorického orgánu.
Jako „kořenový kanálek“ se někdy kolokviálně označuje endodontické ošetření (ošetření zubních kanálků). Náplní endodontické léčby je ošetření kořenových kanálků pro zachování devitálních zubů pro další konzervační případně protetické ošetření. Základem je dokonalé pročištění a anatomické opracování kořenových kanálků s následným hermetickým uzavřením. 

## Struktura zubu
Uprostřed zubu je dutý prostor, kde se nachází měkká tkáň zubní dřeně (označovaná lidově jako „nerv“). Tento prostor zabírá poměrně velkou část korunky zubu a označuje se jako dřeňová dutina. Tato dutina je propojena s hroty kořenů úzkými kanálky (kořenovými kanálky). Lidské zuby běžně mívají jeden až čtyři kanálky, čím více vzadu je ten který zub, tím jich mívá více. Kořenový kanálek prochází kořenem jako tuha tužkou. Dřeň je vyživována krevními cévami a senzorická nervová vlákna přenášejí podněty do mozku.